# Antonius Hirschig Cz.
Antonius Hirschig Cz.' (Ginneken, 16 maart 1802 - Amsterdam, 13 maart 1871) was een Nederlands Seneca vertaler.
Na de Latijnsche School te Breda te hebben gevolgd werd Hirschig in 1818 student letteren te Leiden, waar hij als hoogleraren onder andere Peerlkamp en Bake had. Zijn voorliefde voor Seneca bleek als eerste uit zijn proefschrift, een commentaar op Seneca's De Tranquillitate Animi (1825). Zijn eerste stelling bij dit proefschrift luidt dat Seneca beter dan Cicero in staat is filosofische beginselen uiteen te zetten; de tweede, dat zij die Seneca's stijl afkeuren ongelijk hebben. Deze openlijk beleden voorkeur voor Seneca was opmerkelijk in die tijd.
In 1831 verschijnt Dood en gedachtenis van L. A. Seneca, een filosofische levensroman over Seneca, waarin alle aanhalingen uit Seneca's werk, of uitspraken over hem van een bronvermelding zijn voorzien (wat resulteert in 306 voetnoten). In het voorwoord geeft Hirschig een verantwoording van zijn werkwijze. 1834 verschijnt zijn vertaling van de eerste 50 brieven van Seneca onder de titel Blikken in het menschelijk hart, twee jaar later gevolgd door een tweede deel onder de titel Bundel uitgelezen brieven van den wijsgeer Seneca. In deze tweede bundel hanteerde Hirschig een iets letterlijker methode van vertalen dan in de eerste bundel.
Op maatschappelijk gebied is Hirschig conrector van de Latijnsche school te Franeker geweest (1826-1827); daarna rector in Enkhuizen (1827-1834), en zijn laatste betrekking was het rectoraat van de Latijnsche school te Alkmaar (1834-1856). Sinds 1852 was hij lid van de Maatschappij der Nederlandse Letterkunde; Hirschig was ook dichter.

## Voetnoten
1. ↑  Zie hier op Google Books.
2. ↑  In enarrandis Philosophiae principiis Seneca videtur praestare Ciceroni.
3. ↑  Qui Senecae scribendii rationem, quod distet a ratione Ciceronis, reprehendunt, ii minus recte judicant.
4. ↑  Zie hier op Google Books
5. ↑  Zie hier op Google Books.
6. ↑  Zie hier op Google Books

- Biografisch Portaal: 21748469
- Gemeinsame Normdatei: 141704985
- International Standard Name Identifier: 0000 0000 8775 8420
- Nederlandse Thesaurus van Auteursnamen: 069715327
- Système universitaire de documentation: 181735261
- Virtual International Authority File: 127424228
- WorldCat: E39PBJqbmKjVCfdQ6ywJGGjQv3